# Landesgartenschau Bad Windsheim 2027
Die Landesgartenschau Bad Windsheim 2027 ist eine für das Jahr 2027 in Vorbereitung befindliche Landesgartenschau in der Stadt Bad Windsheim im bayerischen Landkreis Neustadt an der Aisch-Bad Windsheim. Das Bad Windsheimer Konzept für die Landesgartenschau soll unter dem Motto „urban, gesund, traditionell“ stattfinden.